# ادموند لاورنس
ادموند لاورنس (انگلیسی: Edmund Lawrence؛ زادهٔ ۱۴ فوریهٔ ۱۹۳۲) یک سیاستمدار اهل سنت کیتس و نویس است. وی فرماندار کل سنت کیتس و نویس از ۲ ژانویه ۲۰۱۳ تا ۱۹ مه ۲۰۱۵ بود.